# Impasse des Deux-Néthes
De Impasse des Deux-Néthes ("Twee Netensteeg") is een doodlopende steeg in het 18e arrondissement van Parijs, vernoemd naar het voormalige departement Twee Neten. Ze mondt uit op de Avenue de Clichy.

## Geschiedenis

Het departement Twee Neten met Antwerpen als prefectuur.

De steeg, voorheen behorend tot de gemeente Clichy kwam met de annexaties van Haussmann in 1860 bij de stad Parijs onder de naam impasse Béranger (naar een voormalig grondbezitter aldaar), maar werd in 1877 herdoopt tot zijn huidige naam. Dit maakte deel uit van een golf van straathernoemingen, waarbij straten namen werden gegeven van plaatsen in Elzas-Lotharingen die Frankrijk na de Frans-Duitse Oorlog van 1870 was kwijtgeraakt. Deze hernoeming geeft aan dat men destijds ook het verlies van andere territoria betreurde.
Een andere opmerkelijkheid aan de naamgeving: De naam bevat in het Frans een spelfout (een accent aigu waar het een accent grave hoort te staan: Deux-Nèthes in plaats van Deux-Néthes) maar aangezien de naam per decreet is vastgesteld laat men het maar zo.

## De straat
Het is een nogal atypische steeg, met veel landelijk aandoende laagbouw te midden van de 19e-eeuwse hoogbouw van de rest van het arrondissement. Na de sloop van enkele gebouwen aan het einde van de 20e eeuw is er in het midden een groot speelveld gekomen, dat tegenwoordig ook de square des Deux-Nèthes wordt genoemd. Het speelveld wordt sinds 2011 gesierd door een enorme graffiti die de Abbé Pierre afbeeldt.